# Берегова Оборона в Польській кампанії (1939)
Берегова Оборона (пол. Obrona Wybrzeża) — формування польської армії під час військових дій вересня 1939 року. З точки зору організаціч відповідала корпусу і складалася з усіх польських сил, розміщених у Померанії. З 1 вересня проводила оборонні дії під час агресії Третього Рейху. Командування було розташоване на півострові Хель, командувачем був адмірал Юзеф Унруг. 2 жовтня під час оборони Хельської коси на півночі Польщі формування і вся країна капітулювали.